# Montre molle au moment de la première explosion
Montre molle au moment de la première explosion est une huile sur toile de 20,5 × 25,7 cm peinte par Salvador Dalí en 1954 et conservée dans une collection privée.

## Contexte
Dalí s’intéressa beaucoup à la physique nucléaire après les bombardements atomiques de Hiroshima et de Nagasaki. Il décrivit l'atome comme sa « principale nourriture intellectuelle ». La théorie atomique considère que la matière est fondamentalement discontinue et faite de particules en suspension dans le vide, en équilibre les unes par rapport aux autres par le biais de forces. Ce fut sur la base de cette discontinuité qu'il composa nombre de ses toiles de cette époque, telles que Galatée aux sphères ou la Madone de Port Lligat.
Dali reprend dans cette toile le thème traité en 1931 dans la Persistance de la mémoire et qui devint récurrent avec la Désintégration de la persistance de la mémoire(1952 - 1954) contemporaine. Le titre renvoie clairement à l'obsession du peintre par le bombardement atomique d'Hiroshima.
Si le paysage, la plage de Portlligat ses rochers sont toujours les mêmes que dans ses deux précédentes toiles, on y voit, s'échappant de la montre, les fameuses cornes de rhinocéros. Le 17 décembre 1955, dans sa conférence à la Sorbonne Aspects phénoménologiques de la méthode paranoïaque-critique, il avait lié cet appendice à la chasteté, à la Vierge Marie, dans un raisonnement mêlant la géométrie « divine » de la spirale logarithmique à la construction corpusculaire « de la plus violente rigueur » de Vermeer.
Il peignit de nombreuses toiles avec cet élément qui symbolisait les équilibres de la physique des particules et que l'on retrouve par exemple dans Tête raphaélesque éclatée, de la même époque.